# Cao Bình, Nam Sung
Cao Bình (chữ Hán giản thể: 高坪区, chữ Hán phồn thể: 高坪區, âm Hán Việt: Cao Bình khu, bính âm: Gao píng Qu) hoặc Cao Bằng là một quận thuộc địa cấp thị Nam Sung, tỉnh Tứ Xuyên, Cộng hòa Nhân dân Trung Hoa. Quận Cao Bình có diện tích 812 ki-lô-mét vuông, dân số năm 555.100 người. Trong các hương trấn trực thuộc Cao Bình thì trấn Long Môn lớn nhất.